# Erdmann Encke

Erdmann Encke

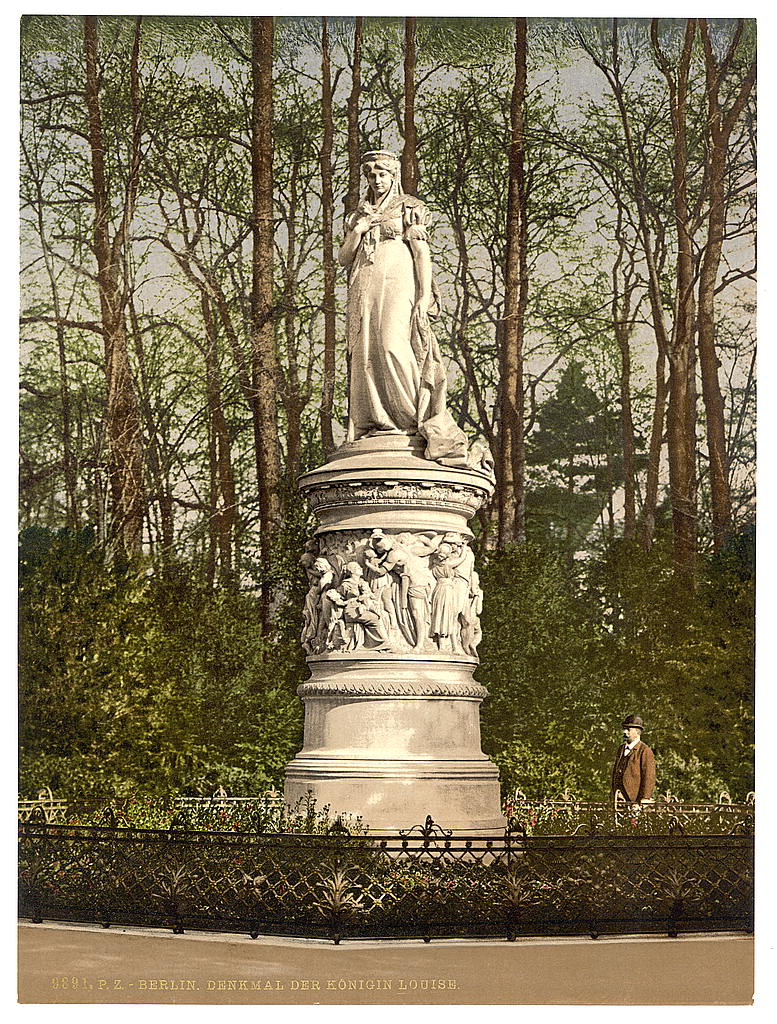
Königin Luise, Großer Tiergarten

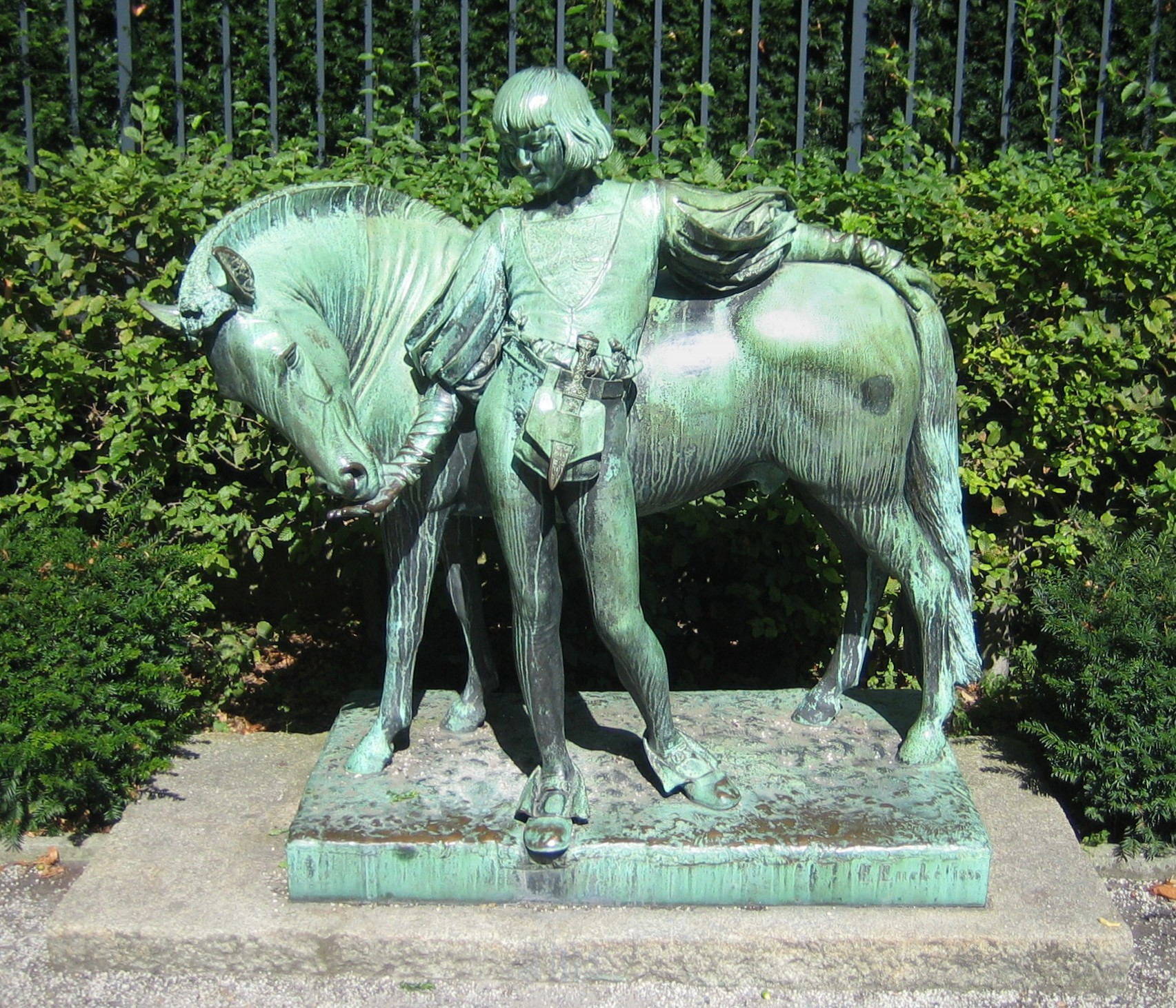
„Pony und Knappe“ (1896), Berlin – Nähe Schloss Bellevue

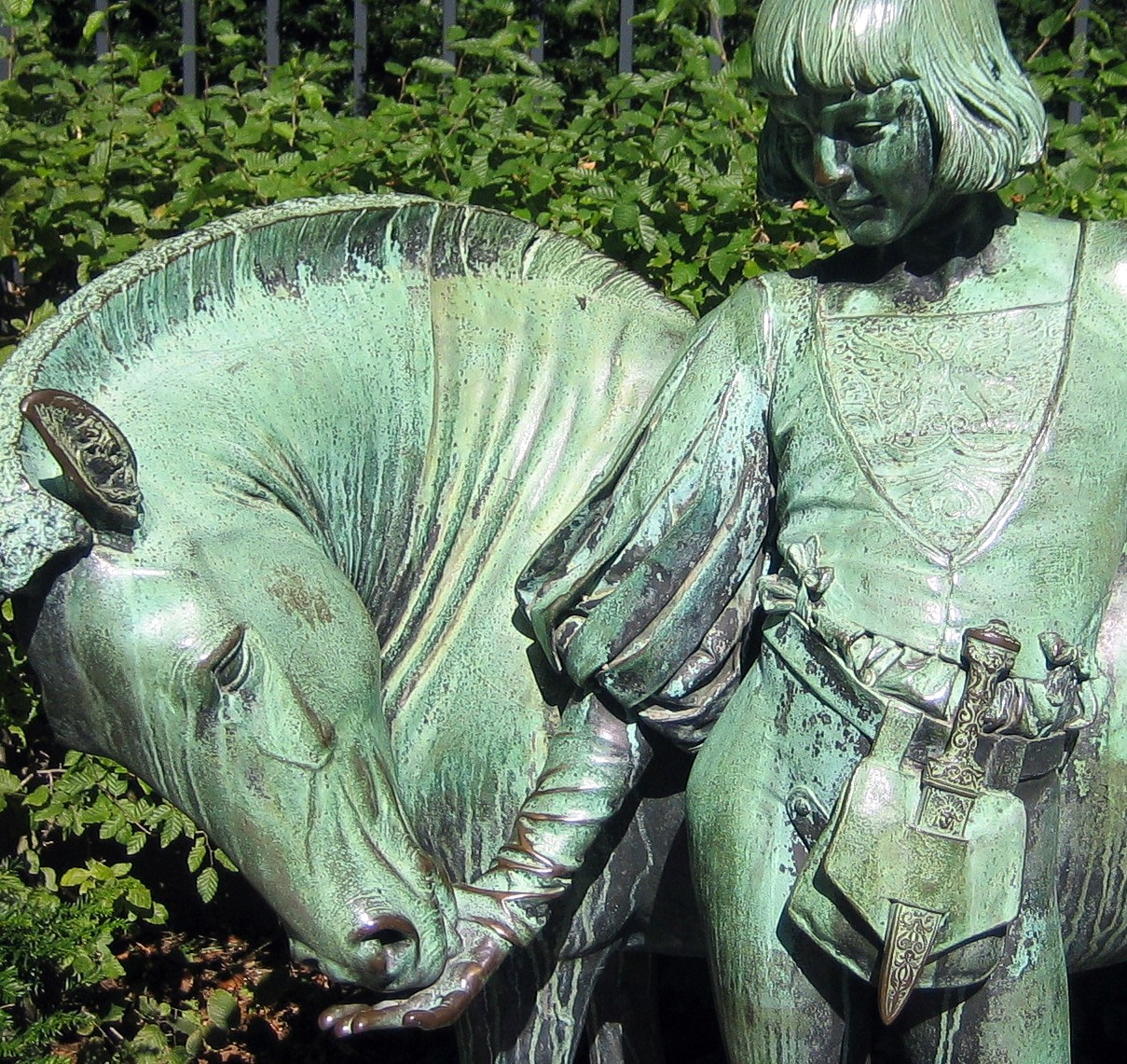
„Pony und Knappe“ (1896), Teilansicht, Berlin – Nähe Schloss Bellevue

Erdmann Encke (* 26. Januar 1843 in Berlin; † 7. Juli 1896 in Neubabelsberg bei Potsdam) war ein deutscher Bildhauer. Encke gehörte zur Rauchschule der Berliner Bildhauerschule.

## Leben
Erdmann Encke war der Sohn des Berliner Kaufmannes Carl Friedrich Ferdinand Encke, der aus Leipzig stammte. Die häufig zu findende Behauptung, er sei ein Nachfahre aus der Verbindung der Gräfin Lichtenau mit Friedrich Wilhelm II., ist falsch. Sein jüngerer Bruder Fedor Encke (1851–1926) wirkte als erfolgreicher Porträtmaler.
Encke war ein Schüler von Albert Wolff und debütierte mit der Gruppe eines Germanen im Kampf mit zwei Galliern, die von Energie in der Auffassung und großer Freiheit in der Bewegung zeugte. Nachdem er die Gruppe Odysseus, von der Penelope Abschied nehmend, ausgestellt hatte, erhielt er den Auftrag bei der Konkurrenz um das Denkmal Friedrich Ludwig Jahns in der Berliner Hasenheide, das, sehr charaktervoll aufgefasst und mit gesundem Realismus durchgeführt, in Erz gegossen 1872 enthüllt wurde. Er schuf ferner die Bronzestatue des Kurfürsten Friedrich I. von Brandenburg für eine Nische neben dem Hauptportal des Berliner Rathauses und das 1880 enthüllte Marmorstandbild der Königin Luise im Tiergarten, das er an seinem runden Postament mit dem Abschied und der Heimkehr der Krieger sowie einem die weibliche Sorge um die Verwundeten darstellenden Relief schmückte. Für die Berliner Ruhmeshalle schuf er die Bronzestatuen des Großen Kurfürsten und Friedrichs des Großen. Außerdem beschäftigte er sich mit bronzenen Porträtbüsten, bei welchen er mit Glück die Polychromie anwendete, sowie mit anmutigen Genrefiguren wie dem Knaben mit Pony im Berliner Tiergarten.
Seit 1882 ordentliches Mitglied und Senator der Akademie der Künste Berlin wurde er später zum Kaiserlichen Hofbildhauer ernannt. Kurz vor seinem Tod ließ er den Erdmannshof in Babelsberg errichten. Der Träger des Roten Adler-Ordens 4. Klasse wurde auf dem Alten Friedhof Wannsee in einem Ehrengrab beigesetzt.

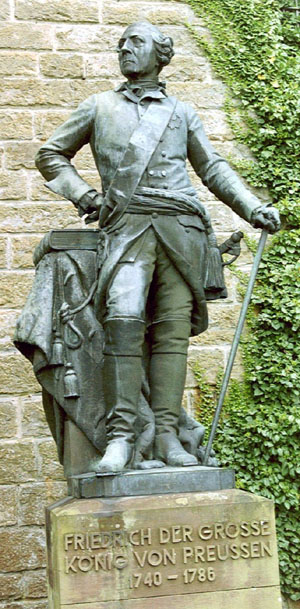
Friedrich der Große, König von Preußen, für die Ruhmeshalle, heute auf der Burg Hohenzollern
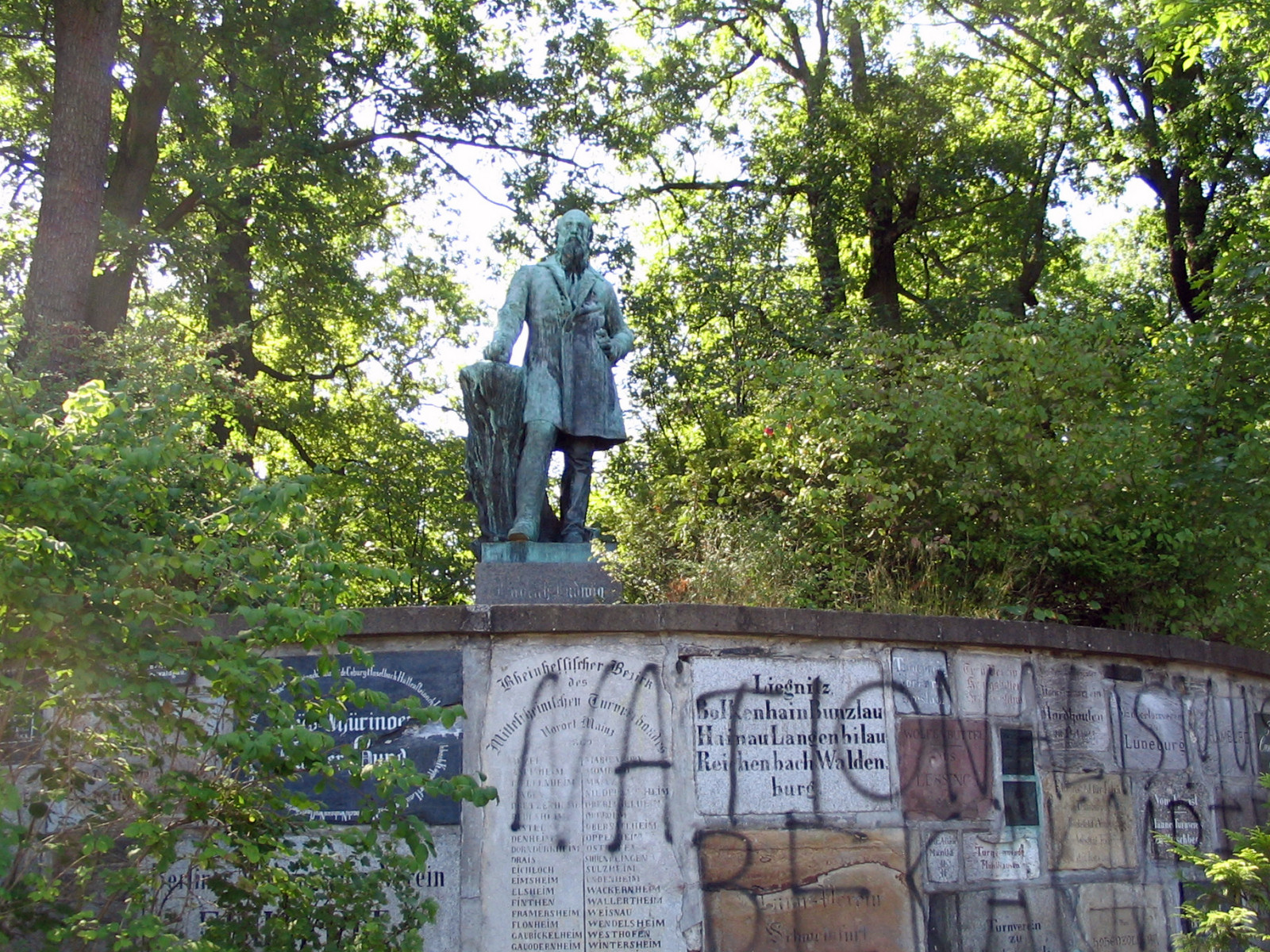
Friedrich Ludwig Jahn in der Hasenheide (Berlin)
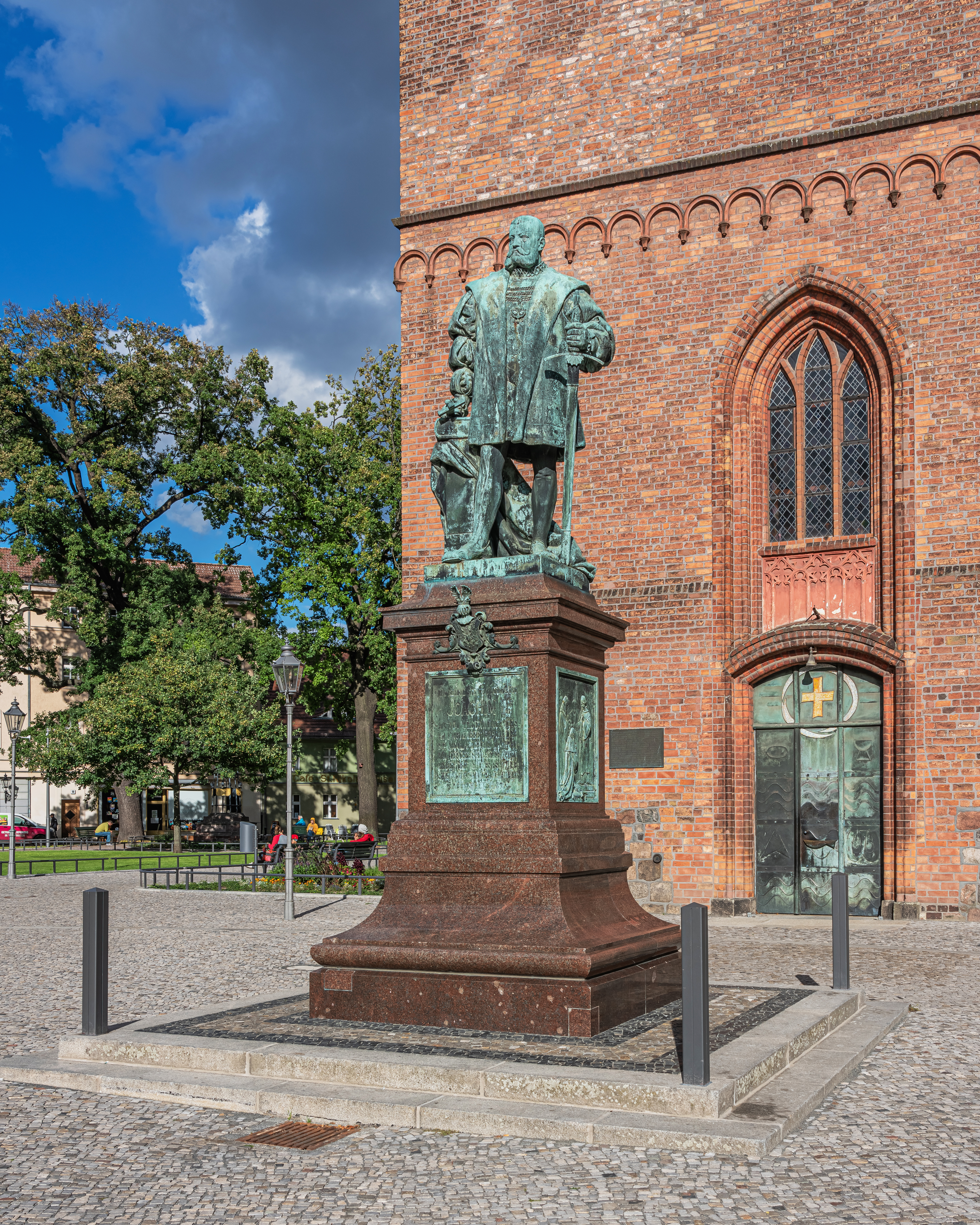
Kurfürst Joachim II., 1889, Reformationsplatz (Spandau-Altstadt)
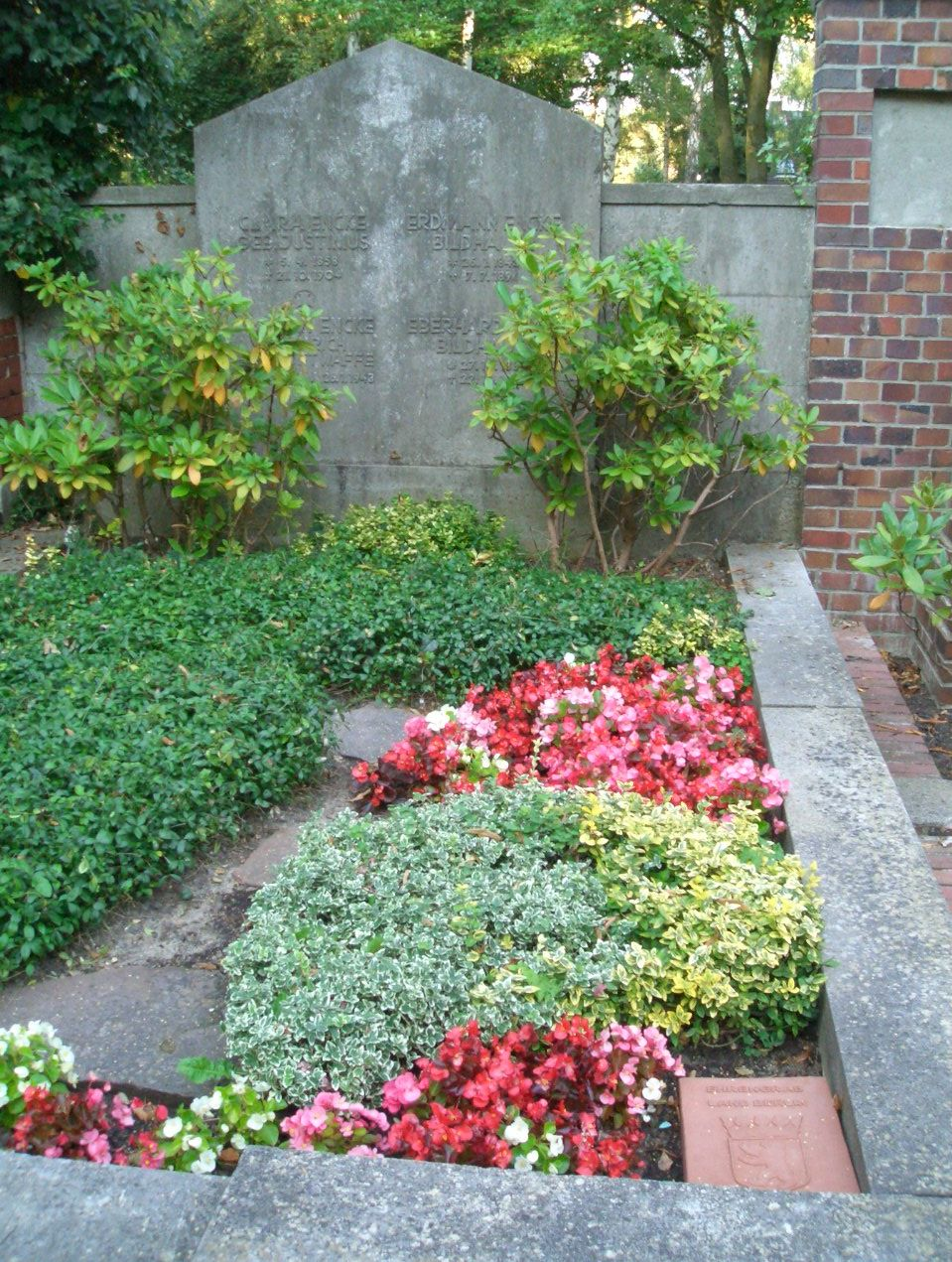
Ehrengrab, zusammen mit dem Sohn Eberhard Encke, ebenfalls Bildhauer

## Werk-Auswahl
- Ideal-Plastiken Germane im Kampf mit zwei Galliern und Odysseus und Penelope
- 1872 Broncestandbild Turnvater Jahn –  Volkspark Hasenheide Berlin-Neukölln
- 1880 Marmormonument Königin Luise – Replik Großer Tiergarten Berlin, Original auf der Zitadelle Spandau
- 1883 Broncestatue Kurfürst Friedrich I. von Brandenburg – ehemals in der Herrscherhalle im Berliner Zeughaus, jetzt auf der Burg Hohenzollern
- 1886 Broncestatue König Friedrich II. von Preußen – ehemals in der Herrscherhalle im Berliner Zeughaus, jetzt auf der Burg Hohenzollern
- 1896 Pony und Knappe – Großer Tiergarten Nähe Schloss Bellevue
- 1889   Broncestatue Kurfürsten Joachim II. – Reformationsplatz Berlin-Spandau
- 1890 Bronzegruppe Kurfürstin Elisabeth, ihrem Sohn Joachim christliche Lehren erteilend – Alte Nationalgalerie Berlin
- 1894 Sarkofage Kaiser Wilhelm I. und Kaiserin Augusta und Erzengel Michael – Mausoleum im Schlosspark Charlottenburg